# Lijst van gsm-operatoren
Hieronder volgt een lijst van gsm-operatoren, alfabetisch gerangschikt naar land.

## België
- Proximus (Proximus Groep)
- BASE (Telenet)
- Orange (Orange S.A.)
- Digi (Digi Communications)

België heeft van het ITU Internationaal Telecom Union toelating gekregen om maximaal 4 licenties uit te geven.

## Duitsland
- O2 (Telefónica)
- T-Mobile (Deutsche Telekom)
- Vodafone Deutschland (Vodafone)

## Frankrijk
- Bouygues Télécom (Bouygues)
- Free Mobile (Iliad S.A.)
- Orange (Orange S.A.)
- SFR (Altice)

## Italië
- Iliad Italia (Iliad S.A.)
- TIM (Telecom Italia)
- Vodafone Italia (Vodafone)
- Wind Tre (CK Hutchison)

## Luxemburg
- LuxGSM (P&T Luxemburg)
- Orange (Orange S.A.)
- Tango (Belgacom)

## Macedonië
- One (Telekom Slovenije)
- T-Mobile (Deutsche Telekom)
- VIP (Mobilkom Austria)

## Marokko
- Maroc Télécom
- Orange Maroc
- INWI

## Monaco
- Monaco Telecom

## Nederland
- KPN Mobile (KPN)
- Odido (voorheen T-Mobile en Tele2)
- Vodafone Nederland (Vodafone)

## San Marino
- SMT (San Marino Telecom)
- TMS (Telefonia Mobile Sammarinese)
- TIM San Marino (Telecom Italia)